# Rapide (schip, 1895)
De Rapide was een van de laatste Belgische pakketboten met schoepenraderaandrijving die de lijn Oostende-Dover, nadat ze in 1895 werd gebouwd, onderhield.
De "Rapide" werd in 1895 gebouwd door de scheepswerf Cockerill Yards te Hoboken bij Antwerpen. Ze liep 20,83 knopen p/u. Anders dan haar zusterschepen was ze speciaal ontworpen voor de nachtdienst op de lijn Oostende-Dover.
Tijdens de Eerste Wereldoorlog onderhield de "Rapide" de oorlogslijn Groot-Brittannië en het vasteland, dat in volle oorlog was. Ze bracht Britse, Australische en later in 1917 Amerikaanse troepen, net zoals de andere Belgische pakketboten, naar het oorlogsfront in Frankrijk. Ze was eveneens gecamoufleerd met de wit-grijs-blauw-zwarte kleuren. In Le Havre werden de geallieerde troepen ontscheept. In Le Havre was ook het grote lazaret en hospitaal, voornamelijk in Bonsecour, voor gewonde soldaten. De geallieerde soldaten die onherstelbaar gewond waren geraakt, en later niet meer aan de strijd konden deelnemen, werden door deze Belgische pakketboten terug overgebracht naar Groot-Brittannië. Amerikaanse en Australische soldaten werden dan doorgereist naar hun land met passagiers- en troepentransportschepen.